# The Flock
The Flock fue una de las bandas más interesantes de lo que se llamó jazz rock, junto con Blood, Sweat & Tears y Chicago. Se formó en Chicago, en 1966, y desapareció definitivamente en 1975.

## Integrantes
La banda, en su momento álgido, estaba formada por Jerry Goodman (violín y guitarra), Fred Glickstein (guitarra y voz), Jerry Smith (bajo), Ron Karpman (batería y percusión), Rick Canoff y Tom Webb (saxo y flauta), y Frank Posa (trompeta). Con esta formación, grabaron sus dos discos más interesantes.

## Historia

### Los inicios
La banda se forma en 1966, integrada por Canoff, Glickstein, Smith, Karpman y un segundo guitarrista, Rick Mann. Entre el 66 y el 68, publicaron cuatro singles que consiguieron un cierto éxito en el top 20 del circuito de radios de Chicago ("Can't You See", "Are You The Kind", "Take Me Back" and "What Would You Do If The Sun Died?"). En 1967, por la influencia de bandas como BS&T, incorporaron a Web y Posa, tras una breve estancia del saxofonista John Gerber, para completar su sección de metales. Web participaría en algunas sesiones previas a "Bitches Brew", con Miles Davis, aunque no quedaron registradas.
En 1968, Rick Mann abandona el grupo, y la banda selecciona para suplirlo a un brillante violinista, que también toca la guitarra, Jerry Goodman. El sonido de Goodman, transforma el propio sonido del grupo; además, Goodman introduce conceptos de improvisación colectiva que provienen del free jazz y que entroncaban con las experiencias de Charles Mingus.

### La época de oro
Con esta formación, editan su primer álbum, llamado simplemente The Flock (CBS, 1969), que contiene algunas joyas, como Clown o el tema de largo desarrollo Truth, elaborado sobre una estructura de blues. Con el tema Tired of waiting (una personal versión del clásico de The Kinks), consiguen entrar en los charts y su presencia en el recopilatorio de CBS, Llena tu cabeza de rock (1970), un disco con grandes ventas en todo el mundo, y cuya portada fue una espectacular foto de Goodman con el violín, les asienta definitivamente en el mercado.
El año siguiente, se publica su segundo álbum, Dinosaurs Swamp (CBS, 1970), con una magnífica carpeta y algunos buenos temas, aunque no tan brillantes como en el disco anterior. Ese mismo año, Goodman se va del grupo para integrarse en la Mahavishnu Orchestra, el grupo de jazz-rock del guitarrista John McLaughlin.
El grupo se rompe y, durante un tiempo, queda en silencio.

### La gira europea
En 1973, algunos de los miembros originales de la banda, deciden relanzarla de cara a una gira por Europa. Glickstein, Karpman y Smith vuelven a montar el grupo, incluyendo a Michael Zydowsky con el violín, para suplir a Goodman. Durante la gira, se graba un concierto en directo en Friedburg (Alemania), que no obstante no llega a publicarse hasta el año 2004.
Tras la gira, la banda vuelve a quedar en silencio, hasta que dos años después se reúnen de nuevo, y ya por última vez, para grabar un disco, Inside out (1975). 

## Discografía
- The Flock (1969)
- Dinosaurs swamp (1970)
- Inside out  (1975)
- Flock Rock - Best of The Flock (1993)
- Live in Europe (2004)